# Fluids de tall

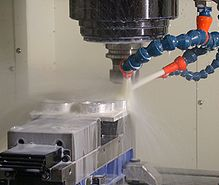
Fresat d'una peça d'alumini amb aplicació d'oli de tall miscible

Els fluids de tall, anomenats popularment taladrina o oli de tall, són els fluids utilitzats per a refredar o lubricar en el mecanitzat mitjançant arrencament de ferritja. S'utilitzen des d'èpoques antigues. Hi ha empreses fabricants d'aquests fluids que també inclouen en els seus catàlegs els fluids que es fan servir en la deformació de metalls (estampació, embotit, laminació, extrusió, etc.).
La paraula taladrina, tot i que s'utitliza sovint, no està acceptada per l'Institut 'Estudis Catalans, cal substituir-la per: oli de tall miscible o fluid de tall miscible.
Els fluids de tall s'apliquen al punt on les eines de tall o les moles entren en contacte amb el material a mecanitzar o deformar.
Entre altres, les màquines eina que habitualment utilitzen fluids de tall són: el torn, la fresadora, el trepant, la serra de cinta, la màquina d'electroerosió, l'esmoladora i la rectificadora. Aquestes màquines eina solen disposar d'un dipòsit específic —en el qual hi ha el fluid de tall— d'un equip de bombament i d'un o diversos punts d'emissió, tot plegat configura el sistema de refrigeració i/o lubricació de la zona d'arrencament de la ferritja.

## Beneficis de la seva utilització
- Lubricar la zona d'arrancament de la ferritja, reduint-se tant l'esforç de tall com la fricció, i, conseqüentment, s'evita que es produeixi un gran increment de temperatura.
- Refrigerar la zona de treball, per tal de evacuar l'escalfor que, intrínsecament, es produeix.

També s'aconsegueix: 
- Augmentar la durada de l'eina o incrementar la duresa de les condicions de treball, per tal de tenir una productivitat més alta.
- Millorar la qualitat superficial de la superfície mecanitzada.
- Evacuar la ferritja del lloc on es genera.
- Protegir i lubricar alguns mecanismes de la màquina eina.
- Reduir la dilatació del material que es mecanitza.
- Altres millores. En alguns casos també es persegueixen altres beneficis, com ara protegir la peça de la corrosió.

En el punt d'arrencament de material es genera una gran quantitat de calor que, si no es refrigera i/o lubrica, sovint produeix un ràpid deteriorament, en especial de l'eina de tall, però sovint també a la peça mecanitzada. A més, com que s'escalfa la peça que es mecanitza, les dimensions es poden veure alterades per la dilatació tèrmica produïda.
Amb l'ús dels fluids de tall s'aconsegueixen millorar, sensiblement, les condicions de duresa del tall en la mecanització. Un altre efecte molt beneficiós de l'aplicació d'aquests fluids és que aparten la ferritja del lloc on es produeix. És convenient que es filtrin aquests fluids de manera periòdica, per així prolongar la seva vida útil, tot disminuint el cost que suposa reposar-los.

## Inconvenients en la utilització de fluids de tall
Existeix certa controvèrsia sobre la conveniència de fer servir fluids de tall. Hi ha qui proposa mecanitzar en sec. Els arguments favorables a mecanitzar en sec es basen en:
- Disminuir les elevades despeses econòmiques, tant pel cost del producte com pel del tractament i inertització dels fluids una vegada s'acaba la seva vida.
- El fort impacte mediambiental, provocat per la dificultat —i sovint impossibilitat— d'inertitzar els fluids de tall.
- Els riscos per la salut de treballadors i treballadores.
- Preu de les eines. Tant broques com portaeines i eines de torn i freses tenen un elevat preu, superior als útils que no tenen canals de refrigeració i lubricació.
- Sobretot en el fresat, dificultat en mantenir les plaquetes de metall dur (les eines de tall) a una temperatura estable

## Classificació dels fluids de tall segons la finalitat que es persegueix aconseguir: lubricar o refrigerar

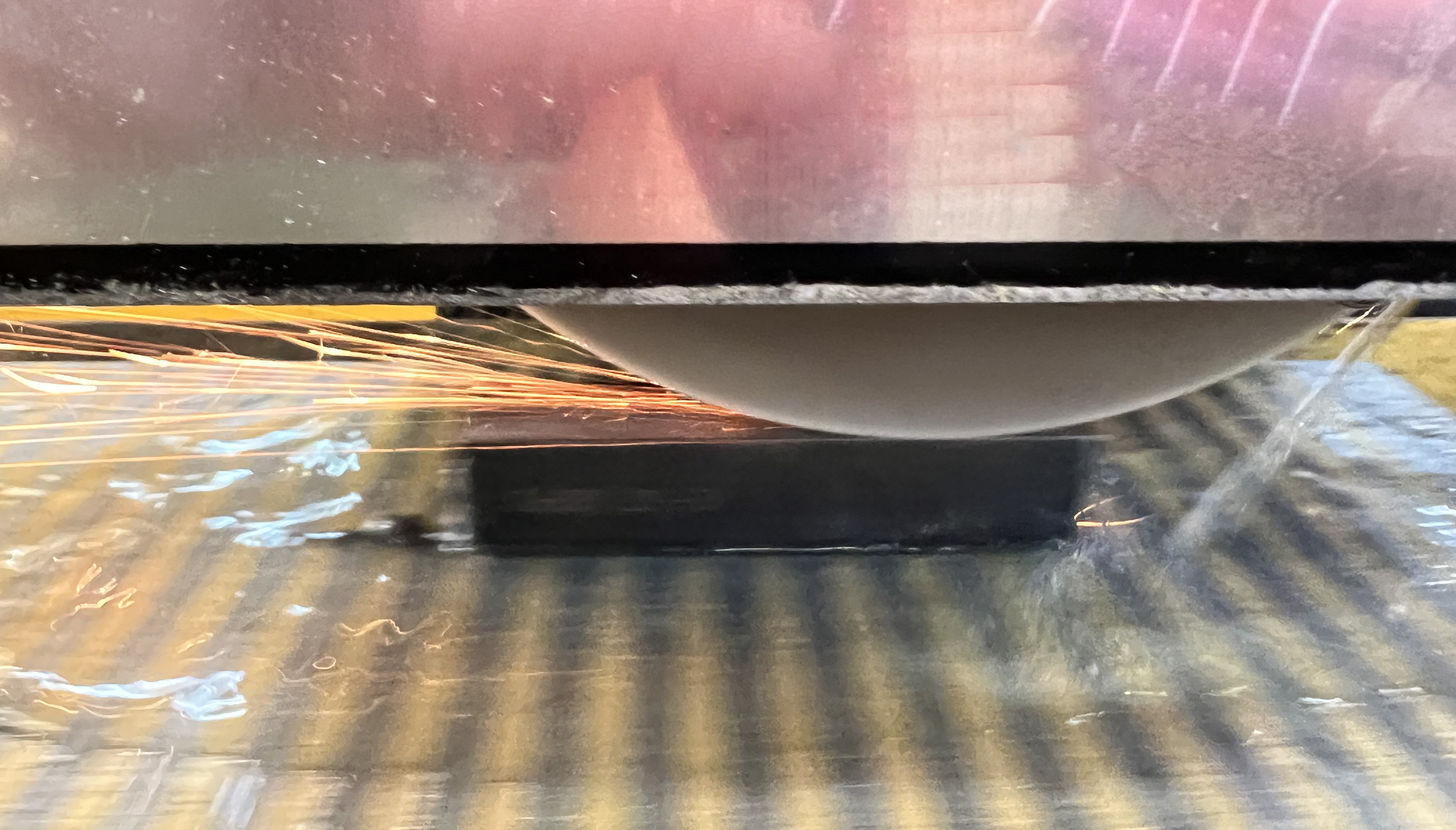
A la fotografia s'observa una peça d'acer que s'està rectificant. El fluid de tall, en base aigua que, de manera abundant, s'hi aboca té com a missió disminuir l'elevat increment de temperatura, intrínsec de l'abrasió.

Els fluids de tall es divideixen en dues grans famílies: els lubricants, usualment anomenats olis de tall, pel seu gran contingut en oli, i els refrigerants que són els fluids de tall miscible (les mal anomenadess taladrines), aquests tenen com a element principal l'aigua. Per saber quina d'aquestes dues famílies és la més adequada al procés que es durà a terme, es considera:
- Si el fenomen que produeix l'increment de temperatura és intrínsec —o no— al procés de tall. Per saber-ho, cal conèixer el principi de funcionament del qual parteix la màquina que efectuarà l'arrencament de ferritja (torn, màquina de foradar, serra de cinta, fresadora, electroerosió, màquina de rectificar, etc.).
- El material a mecanitzar (acer, alumini, titani, magnesi, llautó, etc.)
- L'element que efectuarà l'arrencament de la ferritja (broca, eina, fresa, fresolí, etc.) i el material que el compon (acer, plaqueta de metall dur o de ceràmica, mola abrasiva, etc.).

El coneixement tradicional —actualment superat per alguns fluids de tall moderns— afirma que, sempre que en el mecanitzat hi intervingui una mola (esmoladora, rectificadora, etc.) cal utilitzar fluid de tall miscible (que té com a base l'aigua), mai oli de tall (no conté aigua). El motiu és que quan en el mecanitzat hi intervé una pedra abrasiva es produeix, per efecte intrínsec de l'abrasió, un elevat escalfament i qui mitiga més eficaçment l'esclafor és l'aigua, ja que aquest element és un dels millors i més barats refrigerants. A dia d'avui, per decidir el producte més convenient, és aconsellable consultar els catàlegs dels fabricants de fluids de tall.

## La gran diferència entre les dues grans famílies de fluids de tall

### Lubricants
És la missió dels olis de tall o olis de tall purs. Són fluids compostos per olis minerals, animals o sintètics. Entre els seus components no hi ha l'aigua.
La lubricació pretén disminuir el fregament i així evitar que s'incrementi la temperatura. A aquests olis se'ls incorporen additius per tal de:
- Incrementar el coeficient dielèctric
- Augmentar el punt d'inflamació
- Evitar la formació d'escuma
- Auditius que actuen en els moments d'extrema pressió
- Lubricants sòlids que redueixen millor la fricció en determinats casos

Una característica secundària dels lubricants líquids és que, pel sol fet de ser líquids, també tenen propietats refrigerants.
En alguns mecanitzats, com ara el foradat amb broca helicoidal o el roscat manual, l'escalfor, en gran manera, és producte del fregament combinat amb una forta pressió. Per disminuir aquest fregament el més idoni és aplicar-hi fluids de tall lubricants. Fins a mitjans del segle xx, quan la indústria química no havia fet grans avanços en els additius, a més de l'oli industrial, un dels altres productes que sovint s'utilitzava per lubricar era el petroli refinat, sobretot en el mecanitzat d'alumini i de magnesi. Usualment, els lubricants, es compren ja preparats, per ser utilitzats directament, sense haver de fer cap barreja ni preparació.

### Refrigerants
Refrigerar, és l'objectiu perseguit pels olis de tall miscibles . Solen ser emulsions que, una vegada preparades, acostumen a tenir una concentració d'entre l'1 i el 25% d'additius, la resta és aigua.
L'objectiu de la refrigeració és treure l'escalfor en un procés en el qual l'increment de temperatura és intrínsec. L'aigua, per si sola, a més de tenir una molt gran capacitat refrigerant té certes propietats lubricants. Un dels principals inconvenients és que l'aigua s'evapora ràpid, degut al seu baix punt d' ebullició. Per a que l'aigua tingui un major punt d'ebullició i una major propietat lubricant s'hi afegeixen additius específics, essent els olis miscibles un dels components principals. També s'hi afegeixen additius per tal de: 
- Millorar la capacitat refrigerant
- Disminuir l'evaporació de l'emulsió
- Evitar l'aparició de fongs i bacteris
- Contrarestar efectes perjudicials de l'aigua (corrosió, la calç de moltes de les aigues...).

Tot i no ser un criteri rigorós ni sempre cert, tradicionalment, les diferents gammes d'olis de tall miscibles es diferencien pel seu color (blanc, rosa, verd, etc.). Aquest tint, sovint, encara s'associa a l'ús al qual van destinats.
Normalment, els fluids de tall miscibles s'adquireixen concentrades i, als tallers i indústries, es barregen amb aigua. Sovint, els fabricants, en l'apartat del manual d'instruccions on s'explica com es prepara, avisen que, primer, cal tenir el dipòsit ple d'aigua i, un cop omplert, s'hi afegeix el fluid de tall miscible concentrat. Adverteixen que si es procedeix a l'inrevés (al dipòsit se li posa primer l'oli de tall miscible concentrat i després se li aboca l'aigua) el fluid resultant no tindrà les característiques desitjades. És molt convenient conèixer alguns paràmetres de l'aigua destinada a l'emulsió, com poden ser la quantitat de calç i els minerals que conté, ja que, en funció de les característiques de l'aigua, convindrà escollir un tipus o altre de fluid de tall miscilbe.

## Classificació dels fluids de tall miscibles en funció del seu origen
- Emulsions d'oli (mineral, sintètic o vegetal / animal)

El producte base és l'aigua i els additius representen entre el 2,5 i el 15 per cent. Els additius estan formats per un 60 per cent d'olis minerals, aproximadament un 20 per cent d'emulgents, un 10 per cent d'aigua i un 10 per cent d'additius diversos (anticorrosius, bactericides, additius d'extrema pressió).
El seu ús és comú en operacions on la lubricació és important, sigui en mecanitzat com també laminació, extrusió i deformació (tant estampació com embotició).
Els fluids de tall miscibles més concentrats (aproximadament un 15% d'emulsió i la resta aigua) usualment es fan servir quan convé protegir els metalls, creant-se una capa protectora anticorrosiva sobre superfícies metàl·liques.
- Fluids de tall miscibles semisintètics

L'aigua representa entre el 95 i el 98,5 per cent del producte final. La base concentrada està formada per prop de 20 per cent d'oli mineral o sintètic, un 30 per cent d'emulgents, un 40 per cent d'aigua i un 10 per cent d'additius diversos, destacant-hi els bactericides.
El seu ús s'estén a operacions en què tant la lubricació com la refrigeració són importants, com és el mecanitzat dels metalls (foradat, fresat, tornejat, etc.)
- Fluids de tall miscibles sintètics

L'aigua representa entre el 88 i el 98 per cent del producte final. El fluids concentrats (abans que s'hi posi l'aigua) solen contenir més de 15 per cent de anticorrosius i fins a un 25 per cent de humectants (glicols). Un 10 per cent d'additius diversos i d'un 50 a un 75 per cent d'aigua.
El seu ús s'estén a operacions en què les funcions de refrigeració i de protecció antioxidant són prioritàries, com és el cas del rectificat.

## Mètodes d'aplicació
Es pot utilitzar qualsevol mètode concebible per aplicar el fluid de tall, com ara inundació, polvorització, degoteig, nebulització o raspallat.  La millor opció depèn de l'aplicació i l'equip disponible. Per a moltes aplicacions de tall de metalls, el bombament d'alta pressió i gran cabal, ha estat el millor sistema per forçar un corrent de líquid que actuï directament en la interfície de l'eina-ferritja. Per tal que aquest gran volum de fluid no surti de la màquina aquestes disposen de parets perimetrals, per contenir l'esquitxada i un embornal per atrapar, filtrar i recircular el fluid. Aquest tipus de sistema es fa servir comunament, especialment en la fabricació.
Per tal de portar el fluid de tall a la punta de l'eina, aquestes tenen un o diversos forats interiors pels quals circula el refrigerant o lubricant. Les broques de dos llavis solen tenir dos forats, els quals porten la lubricació i refrigeració al tall de l'eina . Les eines de tornejar solen tenir un canal interior que porta el fluid a la plaqueta 
A mesura que la tecnologia avança, el paradigma d'inundació ja no és sempre el clar guanyador. S'ha complementat, des de la primera dècada del segle xxi, amb noves permutacions de subministrament de líquids, aerosols i gasos, com la lubricació de quantitat mínima i el refredament criogènic a través de la punta de l'eina1
Només en el cas de mecanitzats manuals, com ara la realització d'una rosca amb filera o mascle de roscar és possible aplicar l'oli de tall manualment, amb setrill i pinzell, directament des del broquet de l'oli de tall o, en el cas d'envasos tipus esprai, prement el tap difusor.
No és gens convenient aplicar en una màquina eina, com ara el torn, la fresadora o la serra de cinta, el fluid de tall de manera manual (sigui amb setrill, pinzell o directament des del broquet de l'oli de tall...) els dos motius principals són:
- La possibilitat d'atrapament d'una extremitat (dit, mà, braç..) és molt alta. Per aquest motiu la legislació de seguretat prohibeix atansar mans i braços a prop de les parts en moviment de les màquines.[9]
- L'aplicació manual produeix una refrigeració i/o lubricació deficient, sense control del cabal i, conseqüentment, sense que el fluid s'apliqui de manera uniforme, provocant canvis sobtats i reiterats de temperatura (fred-calor-fred-calor) que afavoreixen l'aparició de fissures tèrmiques[10] les quals escurcen la vida de l'eina que mecanitza.

Sovint, aplicar fluids de tall no és una opció pràctica en el cas d'aficionats o en l'aprenentatge en centres de formació professional. La correcta visualització de la tasca que es realitza, la seguretat de la persona que opera la màquina i la cura del medi ambient passen per davant de la productivitat. A més, usualment, les màquines eina destinades a l'aprenentatge o al bricolatge solen ser petites, simples i econòmiques, poc preparades per mantenir l'entorn net. Per aquestes raons s'utilitzen paràmetres de tall reduits (avanç, profunditat, velocitat de tall) i no se solen aplicar passades profundes, velocitats de tall agressives ni tampoc avanços elevats. Per aquests motius, força de les operacions, es realitzen en sec, a diferència del que succeeix en el sector industrial.

## Els additius
En la seva composició es troben additius ensofrats, parafines, clorats i també olis sintètics (poliglicols i èsters). També és habitual l'addició de lubricants sòlids com: grafit, disulfur de molibdè i disulfur de zinc. Hi ha addditius comuns i d'altres específics.
Els tipus d'additius i els components més usuals tenen la missió de:
- Suportar calor específica molt alta sense que es degradin.
- Mantenir l'índex de viscositat baix (que l'emulsió sigui molt fluida).
- Protegir les peces i màquines de l'oxidació, amb components antioxidants.
- Evitar la producció d'escuma amb additius antiescumejants[11]
- Procurar que el punt d'inflamació sigui molt alt, per evitar incendis.
- Regular el PH de l'aigua.
- Neutralitzar els efectes perjudicials de la calç de l'aigua.
- Capacitat detergent, en especial en materials no fèrrics, com ara alumini. Milloren l'evacuació de la ferritja[11]
- No permetre la proliferació de bacteris i fongs, evitant-se així la degradació i les males olors mitjançant productes bactericides i fungicides.[11]
- Evitar olors desagradables.
- Additius que actuen en els moments d'extrema pressió

## Impacte mediambiental dels fluids de tall
El reciclatge dels fluids de tall, tant olis com fluids de tall miscibles, sol ser molt costós, sovint, impossible d'inertitzar.
Es tracta d'uns productes molt tòxics i no biodegradables. No solen ser biodegradables a causa que alguns dels additius que incorporen hi són concebuts i afegits per evitar, tant com sigui possible, la transformació, —i per tant el deteriorament— del fluid de tall. Aquests additius s'hi afegeixen per evitar, tant com es pugui, la degradació del fluid de tall. N'hi ha de dos tipus principals: 
- La que té a veure amb la salut de les persones que hi operen: quan fa temps que estan a la màquina, apareixen fongs i bacteris.[14]
- La que afecta a la funció. Després d'un temps d'ús, apareixen nous compostos, producte de les altes temperatures i l'elevada pressió. També s'hi troben residus provinents dels materials que s'han mecanitzat.

Els fluids de tall no es poden llençar a la claveguera, entre els diversos efectes nocius, solen provocar desastres en aqüífers i en la fauna piscícola. Per aquests motius és obligatori que siguin tractats per empreses especialitzades en la gestió de residus

### Tècniques d'inertització de fluids de tall[15]
- Electrofloculació, basa el seu principi en l'aplicació de corrent elèctric.
- Ultrafiltració, descomposició en membranes.
- Evaporació.
- Floculació mitjançant sals de ferro.
- Floculació amb floculants orgànics.
- Osmosis inversa.

L'impacte ambiental dels fluids de tall també se centra en la problemàtica que poden plantejar les emissions a l'atmosfera, de productes agressius procedents de la incineració de residus oliosos contenint clor orgànic (pluja àcida, deteriorament de la capa d'ozó, etc.) i els abocaments d'aigües residuals contenint restes de derivats fenòlics que poden contaminar un ecosistema. 3
Per minimitzar l'ús dels fluids de tall s'està promovent la combinació d'una quantitat mínima d'oli de tall barrejat amb aire comprimit, tècnica anomenada MQL (Minimum Quantity Lubrication) i també el mecanitzat en sec

## Efectes sobre la salut de l'usuari
La manipulació dels fluids de tall comporta bàsicament tres tipus de riscos potencials: afeccions cutànies, alteracions respiratòries i càncer.

### Afeccions cutànies
Les lesions de la pell constitueixen el risc més estès i millor estudiat que es deriva de l'ús i exposició a fluids de tall. Són degudes a la naturalesa irritant d'aquests productes, així com a l'agressivitat de moltes de les substàncies que integren la seva formulació.
Per a aquest risc, pot considerar-se "persona exposada" a qualsevol treballador que, de manera contínua o ocasional, manipuli algun fluid de tall o pugui entrar en contacte directe o indirecte amb productes d'aquest tipus. La prevenció de tals afeccions ha plantejar-se sobre la base de dos objectius concrets:
- Evitar l'aparició de qualsevol cas de dermatitis de contacte.
- Tractar precoçment els casos que puguin aparèixer, per tal d'impedir la seva evolució.

Des d'una perspectiva sanitària, l'estratègia a desenvolupar per al control d'aquest risc comprèn tres línies d'acció:
- Extremar la higiene personal i la neteja de l'entorn de treball.
- Elaborar un programa de protecció dèrmica.
- Establir un pla de vigilància mèdica permanent i continuada.3

### Afeccions respiratòries
La descomposició tèrmica que experimenten els fluids de tall durant el mecanitzat origina la formació d'aerosols i boires, la inhalació pot ocasionar riscos per a la salut de les persones que estan exposes a aquest producte. Irritació de vies respiratòries, pneumònia lipoide, fibrosi pulmonar i asma bronquial són alguns dels efectes recollits a la bibliografia que les boires d'aquests fluids poden ocasionar sobre l'aparell respiratori.
Es considera "persona exposada" a aquest tipus de risc, a tot treballador que presti els seus serveis en una operació de mecanitzat, en la qual la probabilitat de sobreexposició (probabilitat que la concentració mitjana dels contaminants susceptibles de provocar aquest tipus d'afeccions superi el TLV) sigui superior a 0,05. En aquest cas, el que procedeix és adoptar, de manera immediata, accions correctores de caràcter primari, com canviar el producte generador de el problema, tancar el focus emissor de contaminants, implantar un sistema d'extracció localitzada o modificar els paràmetres de l'operació 3

### Càncer
El potencial cancerigen dels fluids de tall resideix en certes substàncies que alguns d'aquests productes poden portar en la seva composició.
En l'última dècada, s'ha especulat sobre la possible naturalesa cancerígena del formaldehid, substància que pot aparèixer en alguns fluids aquosos.

### Control sanitari de les persones implicades
El control sanitari de les persones implicades en la transformació de fluids de tall, ha de començar per establir els criteris per identificar els treballadors afectats als diferents riscos potencials (afeccions cutànies, alteracions respiratòries i càncer). Un cop emplenada aquesta etapa es desenvolupa una estratègia preventiva particular per a cada tipus de risc.